# 蒙丁峰
46°55′31.3″N 10°25′50.7″E / 46.925361°N 10.430750°E

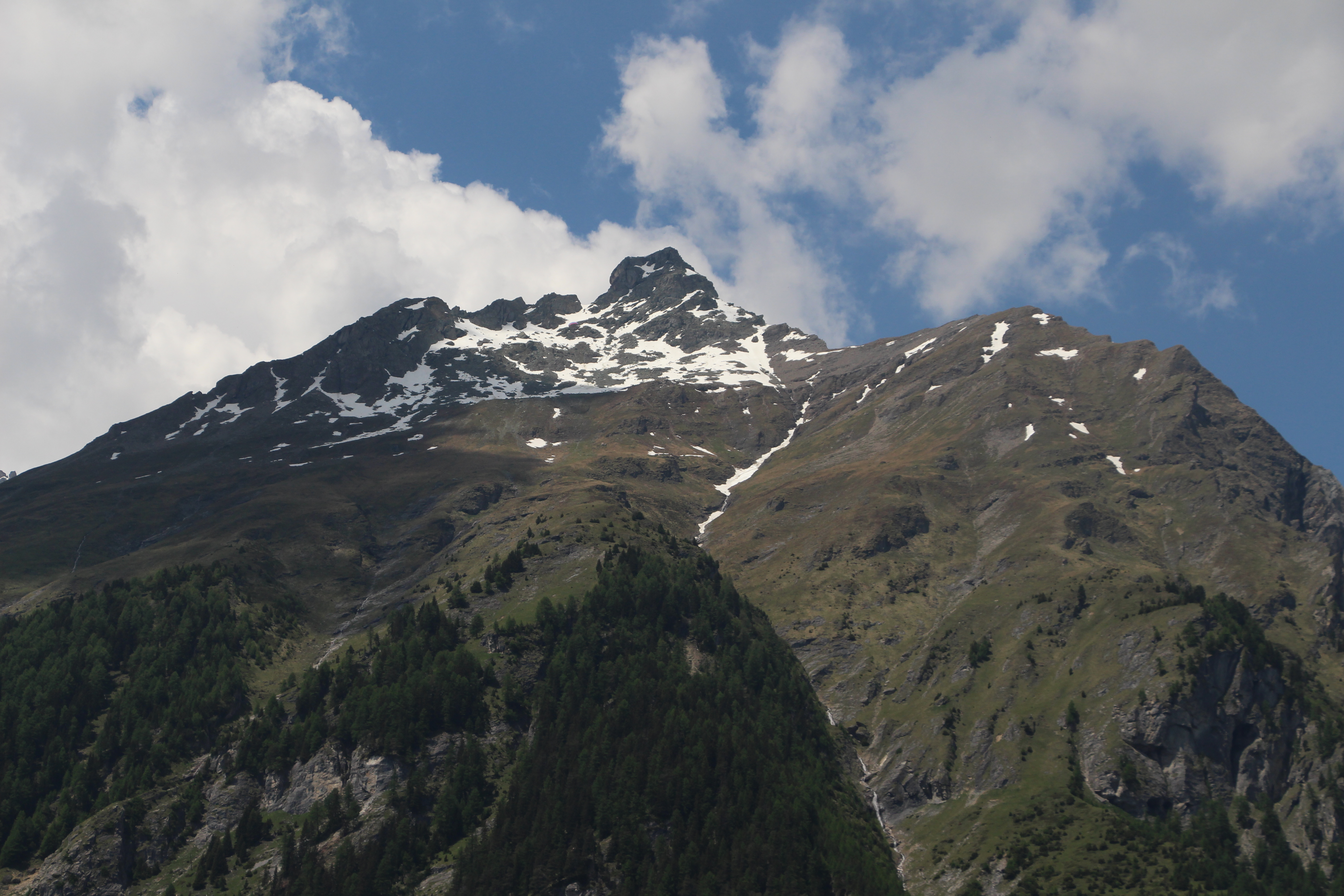

蒙丁峰（Piz Mundin），是瑞士的山峰，位於該國東部，由格勞賓登州負責管轄，屬於薩姆瑙恩阿爾卑斯山脈的一部分，海拔高度3,146米，人類首次在1849年6月22日登頂。